# West Oxfordshire
West Oxfordshire is een Engels district in het shire-graafschap (non-metropolitan county OF county) Oxfordshire en telt 110.000 inwoners. De oppervlakte bedraagt 714 km².
Van de bevolking is 16,0% ouder dan 65 jaar. De werkloosheid bedraagt 1,5% van de beroepsbevolking (cijfers volkstelling 2001).

## Plaatsen in district West Oxfordshire
- Newbridge

## Civil parishesin district West Oxfordshire
Alvescot, Ascott-under-Wychwood, Asthall, Aston, Cote, Shifford and Chimney, Bampton, Black Bourton, Bladon, Blenheim, Brize Norton, Broadwell, Bruern, Burford, Carterton, Cassington, Chadlington, Charlbury, Chastleton, Chilson, Chipping Norton, Churchill, Clanfield, Combe, Cornbury and Wychwood, Cornwell, Crawley, Curbridge, Ducklington, Enstone, Eynsham, Fawler, Fifield, Filkins and Broughton Poggs, Finstock, Freeland, Fulbrook, Glympton, Grafton and Radcot, Great Tew, Hailey, Hanborough, Hardwick-with-Yelford, Heythrop, Holwell, Idbury, Kelmscott, Kencot, Kiddington with Asterleigh, Kingham, Langford, Leafield, Lew, Little Faringdon, Little Tew, Lyneham, Milton-under-Wychwood, Minster Lovell, North Leigh, Northmoor, Over Norton, Ramsden, Rollright, Rousham, Salford, Sandford St. Martin, Sarsden, Shilton, Shipton-under-Wychwood, South Leigh, Spelsbury, Standlake, Stanton Harcourt, Steeple Barton, Stonesfield, Swerford, Swinbrook and Widford, Tackley, Taynton, Westcot Barton, Westwell, Wilcote, Witney, Woodstock, Wootton, Worton.